# 平川公義
平川 公義（ひらかわ きみよし、1934年8月18日 - 2012年12月23日）は、日本の医学者である。東京医科歯科大学名誉教授。
広島県福山市で誕生。父が医師として開業していたことから、子供のころから将来は医者を目指していた。1953年（昭和28年）4月に東京大学へ入学。1969年（昭和34年）3月に医学部卒業後、東京大学医学部第一外科学教室（主任は清水健太郎）へ入局した。
日本脳神経外傷学会の平川賞は、遺族の寄付によって設立された 。

## 経歴
- 1953年 - 広島大学附属福山高校卒業。
- 1970年 - 東京大学 医学博士　論文の題は「視神経管骨折の力学的研究 」[3]。
- 1986年 - 京都府立医科大学医学部 教授。
- 1988年 - 京都府立医科大学医学部 教授。
- 1989年 - 東京医科歯科大学医学部 教授（1990年まで）。
- 1999年 - 東京医科歯科大学大学院・医歯学総合研究科 教授。
- 1992年 - 東京医科歯科大学医学部 教授（2000年まで）。
- 2000年 - 東京医科歯科大学名誉教授。
- 2012年12月23日 - 死去

## 著書
- 脳神経外科疾患の手術と適応〈1〉(共著)
- 脳神経外科疾患の手術と適応〈2〉(共著)

## 論文
- 「PETを用いた脳内アデノシン受容体定量による脳神経損傷とその可逆性評価法の開発」
- 「ウィルスベクターを用いた遺伝子導入による悪性脳腫瘍の多面的治療の基礎研究」高田義章(共著)
- 「内因性光学シグナル計測法のヒト脳皮質活動モニタリングへの適用」神野耕太郎(共著)
- 「神経細胞活動の光学的計測による脳機能マッピングとその臨床応用に関する研究」
- 「腫瘍細胞とナリンパ球の遺伝子導入法を応用した悪性神経膠腫に対する免疫療法の開発」
- 「サイトカイン発現腫瘍ワクチンを用いた悪性神経膠腫に対する免疫遺伝子治療の基礎研究」
- 「レトロウイルス・ベクターを用いた悪性グリオーマに対する遺伝子導入の基礎的研究」
- 「放射標識脂肪酸を用いた脳神経系イメージングに関する共同研究」
- 「アルゴンレーザーを用いた悪性脳腫瘍に対する光化学療法の研究」大野喜久郎(共著)
- 「ポジトロン標識長鎖不飽和脂肪酸の開発とPETを用いた膜脂質代謝の画像化の研究」
- 「アルゴンレ-ザ-を用いた悪性脳腫瘍に対する光化学療法の研究」
- 「脳内神経伝達物質のNMRイメージング(MRI)の試み」成瀬昭二(共著)
- 「PETによるグルコース代謝測定と移行率(k∋,k⊇)の取扱いに関する研究」